# رويال رامبل (2008)
رويال رمبل (2008) كانت مباراة الرويال رمبل الحادية والعشرون كواحدة من احداث الدفع مقابل المشاهدة التي تنتجها دبليو دبليو إي
. وقد وقعت في 27 يناير 2008 في ماديسون سكوير جاردن في مدينة نيويورك. وكانت أول حدث دبليو دبليو إي (دفع مقابل المشاهدة) عالية الوضوح. وكما جرت العادة منذ 1993, فائز مباراة رويال رمبل سيحصل على مباراة في راسلمينيا في سنته طبعا, (في هذه السنة الفائز سوف يذهب إلى راسلمينيا XXIV) ومن اختياره اما ضد بطل بطولة العالم للوزن الثقيل أو اما ضد بطل بطولة دبليو دبليو إي أو اما ضد بطل بطولة إي سي دبليو.
5 مباريات مصارعة محترفين ظهرت على الحدث سوبر كارد (بالإنجليزية:Supercard) وجدولة الاحداث الرئيسية كانت أكثر من واحدة، والحدث الرئيسي كان 30 رجل مباراة رويال رمبل التي ظهر فيها كل من الفئات الثلاث, جون سينا صاحب رقم 30 فاز بالمباراة واخر من أقصى كان تريبل اتش صاحب رقم 29.
وكانت المباراة الاولية على فئة رو هي راندي اورتن (ب) ضد جيف هاردي على بطولة دبليو دبليو إي وفاز بها اورتن عن طريق التثبيت بعدما نفذ حركته القاضية (ار كي أو). والمباراة الاولية على فئة سماك داون كانت ايدج ضد ري ميستيريو على بطولة العالم للوزن الثقيل وفاز فيها ايدج عن طريق التثبيت بعدما رمح ميستيريو في منتصف الهواء. وكانت المباريات التي ظهرت تحت الكرت (بالإنجليزية:Undercard) هي مونتيل فانتيفيوس بورتر ضد ريك فلير في مباراة تهديد الوظيفة وايضا جون برادشو ليفيلد ضد كريس جيريكو.

## المعلومات الاساسية

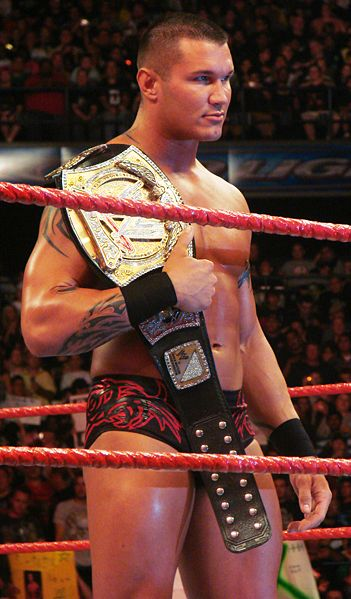
راندي اورتن وحمله الثاني للحزام

الخلاف الرئيسي في عرض رو كان بين بطل القارات جيف هاردي وراندي اورتن الذي تحاربا من اجل بطولة دبليو دبليو إي والتي احتفظ بها اورتن، اورتن احتفظ باللقب في ارماجيدون ضد العائد كريس جيريكو بعدما خرق القانون، في ذلك الوقت في سماكداون مذيع عرض سماكداون جون برادشو ليفيلد ركض إلى الحلبة وضرب جيريكو بالحذاء. اورتن دافع عن البطولة، نتيجة ان الالقاب لا تتغير عن طريق خرق القانون. في وقت سابق من العرض جيف هاردي هزم تريبل اتش لينافس اورتن على بطولة دبليو دبليو إي  في الليلة السابقة (نسخة عرض رو) في 17 ديسمبر 2007 تعاون هاردي مع شون مايكلز لينافسو راندي اورتن ومستر كينيدي, كسب هاردي ليثبت البطل بعد سوانتون بومب ليربح نفسه ومايكلز 
قبل اسبوعين في ليلة رو الاخيرة لعام 2007 هاردي واورتن تقابلا وجها لوجه، اورتن حاول ان ينفذ ار كي أو لكن هاردي صدها ونفذ التويست اوف فات
. في وقت لاحق من الليلة هاردي هزم سانتينو ماريلا ومن ثم ظهر اورتن على شاشة رو وذكر انه يركل شقيقه مات ثم ظهر ورأه يقتله على وجهه 

## الاحداث والنتائج
| #  | المباراة | الشرط                                                                 | الوقت     |
| -- | --- | --------------------------------------------------------------------- | --------- |
| 1D | شانون مور وجيمي وانغ يانغ هزموا دويس ودومينو Shannon Moore And Jimmy Wang Yang Defeated Duece"N" Domino                                                  | مباراة فرق                                                            | غير معروف |
| 2  | ريك فلير هزم مونتيل فانتيفيوس بورتر Ric Flair Defeated Montel Vontavious Porter                                                                          | مباراة عادية , إذا خسر فلاير سوف يجبر على االتقاعد                    | 07:48     |
| 3  | جون برادشو ليفيلد هزم كريس جيريكو بواسطة خرق القانون John "Bradshaw" Layfield defeated Chris Jericho by disqualification                                 | مباراة عادية                                                          | 09:23     |
| 4  | ايدج (ب) (برفقة كورت هاوكينز, فيكي غيريرو وزاك رايدر) هزم ري ميستيريو Edge (c) (with Vickie Guerrero, Curt Hawkins and Zack Ryder) defeated Rey Mysterio | مباراة عادية على بطولة العالم للوزن الثقيل                            | 12:34     |
| 5  | راندي اورتن (ب) هزم جيف هاردي | مباراة عادية على بطولة دبليو دبليو إي                                 | 14:03     |
| 6  | جون سينا اخر من أقصى تريبل اتش ليفوز | 30 رجل رويال رمبل للعب ضد بطل العالم أو بطل الاتحاد في راسلمينيا XXIV | 51:26     |

### مباراة الرويال رمبل الدخول والاقصاء
اللون الأزرق يشير إلى مصارعي سماك داون واللون الأحمر يشير إلى مصارعي رو واللون الارجواني يشير إلى مصارعي الإي سي دبليو واللون الأصفر الفاتح يشير إلى اساطير دبليو دبليو إي
| رقم الدخول | اسم المشارك     | الفئة       | الترتيب | اقصي من طرف             | الوقت |
| ---------- | --------------- | ----------- | ------- | ----------------------- | ----- |
| 1          | الاندرتيكر      | سماك داون   | 11      | مايكلز                  | 32:33 |
| 2          | شون مايكلز      | رو          | 12      | كينيدي                  | 32:39 |
| 3          | سانتينو ماريلا  | رو          | 1       | اندرتيكر                | 00:25 |
| 4          | ذا غريت كالي    | سماك داون   | 2       | اندرتيكر                | 01:09 |
| 5          | هاردكور هولي    | رو          | 6       | اوماجا                  | 13:46 |
| 6          | جون موريسون     | اي سي دبليو | 14      | كين                     | 29:23 |
| 7          | تومي دريمر      | اي سي دبليو | 3       | باتيستا                 | 02:09 |
| 8          | باتيستا         | سماك داون   | 28      | تريبل اتش               | 37:40 |
| 9          | هورنسواغل       | سماك داون   | 16      | لم يدخل إلى الحلبة ابدا | 26:17 |
| 10         | شوك بولومبو     | سماك داون   | 5       | بانك                    | 04:00 |
| 11         | جيمي نوبل       | سماك داون   | 4       | بولومبو                 | 00:28 |
| 12         | سي ام بانك      | اي سي دبليو | 17      | غيريرو                  | 13:50 |
| 13         | كودي رودز       | رو          | 18      | تريبل اتش               | 23:14 |
| 14         | اوماجا          | رو          | 26      | باتيستا                 | 26:05 |
| 15         | سنيتسكي         | رو          | 10      | اندرتيكر                | 12:26 |
| 16         | ذا ميز          | اي سي دبليو | 13      | هورنسواغل               | 13:07 |
| 17         | شيلتون بينجامين | اي سي دبليو | 7       | مايكلز                  | 00:18 |
| 18         | جيمي سنوكا      | اسطورة      | 9       | كين                     | 02:43 |
| 19         | رودي بايبر      | اسطورة      | 8       | كين                     | 01:00 |
| 20         | كين             | سماك داون   | 27      | باتيستا وتريبل اتش      | 17:58 |
| 21         | كارليتو         | رو          | 22      | سينا                    | 15:07 |
| 22         | مايك فولي       | رو          | 20      | تريبل اتش               | 11:29 |
| 23         | مستر كينيدي     | رو          | 25      | باتيستا                 | 13:23 |
| 24         | بيج دادي في     | اي سي دبليو | 19      | تريبل اتش               | 07:49 |
| 25         | مارك هنري       | سماك داون   | 24      | سينا                    | 09:12 |
| 26         | شافو غيريرو     | سماك داون   | 23      | سينا                    | 07:33 |
| 27 ^       | فينلي           | سماك داون   | 15      | استبعد                  | 00:00 |
| 28         | ايلجاه بورك     | اي سي دبليو | 21      | تريبل اتش               | 02:11 |
| 29         | تريبل اتش       | رو          | 29      | سينا                    | 11:21 |
| 30         | جون سينا        | رو          | —       | الفائز                  | 08:27 |

^ قضى هورنسواغل معظم فتراته تحت الحلبة، بعد ان دخل الحلبة قرر بيج دادي في ومارك هنري مضاعفة فريقه، فينلي الذي كان من المفترض ان يكون المتشارك التالي، جاء في وقت مبكر وهجم على كلاهما وكان قد استبعد على الفور، غادر مع هورنسواغل الذي غادر من خلال الحبال ولم يعد ابدا واوضح لاحقا ان فينلي قد استبعد بالفعل لأنه دخل من دون ان ينتظر رقم دخوله

## روابط خارجية
- رويال رامبل 2008 على موقع IMDb (الإنجليزية)
- رويال رامبل 2008 على موقع قاعدة بيانات الفيلم (الإنجليزية)
- رويال رامبل 2008 على موقع كينوبويسك (الروسية)